# 마츠키 미유
마츠키 미유(일본어: 松来 未祐 마쓰키 미유[*], 1977년 9월 14일 ~ 2015년 10월 27일)는 일본의 성우이다. 본명은 마쓰키 미에코(일본어: 松木 美愛子)이다. 2015년 8월에 발생한 폐렴으로 요양을 위해 입원하였으나 같은 해 10월 27일에 만성활동성EB바이러스감염증으로 인한 림프종으로 인해 향년 39세의 나이로 영면하였다.

## 출연작

### TV 애니메이션
2002년
- 7명의 나나 (오노데라 히토미)

2003년
- D.C. 다카포 (사기사와 미사키, 사기사와 요리코)

2004년
- 마법소녀 리리컬 나노하 (쓰키무라 시노부)
- 파이널 어프로치 (미즈하라 아카네)
- 메조 (이가라시 아사미)

2005년
- 마법소녀 리리컬 나노하 A'S (리제로테)
- 파니포니대쉬 (메디아)
- D.C. 다카포 Second Season (사기사와 미사키)

2006년
- 도키메키 메모리얼 Only Love (우츠미 코아유)
- 빙쵸탄 (푸카슈)
- 소녀는 언니를 사랑하고 있다 (쥬죠 시온)
- ARIA The NATURAL (아야노)
- 두 사람은 프리큐어 Splash Star (쵸피)

2007년
- 클레이모어 (플로라)
- AYAKASHI (야쿠시지 히메)
- 히다마리 스케치 (요시노야)
- Strawberry Panic (고노하나 히카리)
- 하야테처럼! (사기노미야 이스미)
- 안녕 절망선생 (후지요시 하루미)
- 로미오x줄리엣 (코델리아)

2008년
- 히다마리 스케치x365 (요시노야)
- 속 안녕 절망선생 (후지요시 하루미)
- 노기자카 하루카의 비밀 (가미시로 유카리)

2009년
- 하야테처럼!! (사기노미야 이스미)
- 참 안녕 절망선생 (후지요시 하루미)
- 마리아 홀릭 (시키 아야리, 요나쿠니)
- 노기자카 하루카의 비밀 퓨어레챠 (카미시로 유카리)

2010년
- 히다마리 스케치x☆☆☆ (요시노야)

2011년
- 롯테의 장난감! (미스토)

2012년
- 기어와라! 냐루코양(구코)
- 유루메이츠 3디 (다나카 구미)
- 유루메이츠 3디 플러스 (다나카 구미)

2013년
- 기어와라! 냐루코 양 W(구우코)
- Fate/kaleid liner 프리즈마☆이리야 (매지컬 사파이어)

2014년
- Fate/kaleid liner 프리즈마☆이리야 2wei! (매지컬 사파이어)

2015년
- 야한 이야기라는 개념이 존재하지 않는 지루한 세계 (안나 니시키노미야)
- Fate/kaleid liner 프리즈마☆이리야 2wei Herz! (매지컬 사파이어)

### OVA
2002년
- 나코루루 ~그 사람으로부터의 선물~ 고향지외우편 (미카토)

2003년
- 메모리즈 오프 2nd (마이카타 카나)

2006년
- 반쪽 달이 떠오르는 하늘 (나츠메 사요코)

2009년
- 유루메이츠 (타나카 쿠미)

2011년
- 유루메이츠 하? (타나카 쿠미)

### 게임
1999년
- 미카구라 소녀탐정단~완결편~ (히가키 치즈루)

2003년
- D.C. 다카포 Plus Situation (사기사와 미사키, 사기사와 요리코)
- 그랜드체이스 (아르메 글렌스티드)

2006년
- Melty Blood (히스이)

2010년
- 매리지 로얄 프리즘 스토리 (사에키 세라)[1]